# Dapola
Dapola est une commune rurale située dans le département de Nako de la province du Poni dans la région Sud-Ouest au Burkina Faso.

## Géographie
Dapola est situé à environ 20 km au sud-est de Nako, le chef-lieu du département, et à 5 km à l'est de Talliéré-Ikori. Le village est sur la frontière ghanéenne dont il constitue un point de passage au niveau d'un gué sur la Volta Noire en direction de Jirapa, la plus grande ville à proximité au Ghana.

## Santé et éducation
Le village accueille une maternité isolée, cependant le centre de soins le plus proche de Dapola est le centre de santé et de promotion sociale (CSPS) de Talliéré-Ikori tandis que le centre hospitalier régional (CHR) de la province se trouve à Gaoua.